# Crytek UK
Free Radical Design, nota come Crytek UK tra il 2009 e il 2014, è stata un'azienda inglese dedita allo sviluppo di videogiochi con sede nella città di Nottingham, fondata nel 1999 da David Doak, Graeme Norgate, Karl Hilton e Steve Ellis.
Nota per la serie TimeSplitters, si è occupata anche della componente multiplayer di Crysis 2 e Crysis 3 in collaborazione con Crytek Frankfurt.

## Storia
Dopo la bancarotta del 2008, l'azienda è rimasta in amministrazione controllata fino al 2009, quando è stata acquisita da Crytek e rinominata in Crytek UK.
Nel 2014, in seguito ad una ristrutturazione interna, l'azienda è stata chiusa e gran parte del personale è passato a Deep Silver.
Nel 2021 l'azienda è stata rifondata come sussidiaria di Deep Silver, riprendendo il nome di Free Radical Design.

## Videogiochi
| Anno | Titolo                        | Piattaforma/e       |
| ---- | ----------------------------- | ------------------- |
| 2000 | TimeSplitters                 | PlayStation 2       |
| 2002 | TimeSplitters 2               | PlayStation 2, Xbox |
| 2004 | Second Sight                  | PlayStation 2, Xbox |
| 2005 | TimeSplitters: Future Perfect | PlayStation 2, Xbox |
| 2008 | Haze                          | PlayStation 3       |